# Ebbe Langberg
Ebbe Langberg (* 1. August 1933 in Kopenhagen; † 3. Februar 1989 in Hvidovre) war ein dänischer Schauspieler und Regisseur.

## Leben
Ebbe Langberg wuchs als Sohn des Schauspieler-Ehepaares Sigurd Langberg (1897–1954) und Karna Løwenstein-Jensen (1902–1992) gemeinsam mit seinem jüngeren Bruder, dem Schauspieler Jesper Langberg, in Kopenhagen auf. Er wirkte bereits ab seinem 13. Lebensjahr in einigen Spielfilmen mit.
Nach seinem Schulabschluss absolvierte er von 1949 bis 1952 seine Schauspielausbildung an der Eleveskole des Königlichen Theaters Kopenhagen, wo er auch sein Bühnendebüt als Darsteller hatte. Als Bühnendarsteller wirkte er in zahlreichen Theaterstücken, Musicals und in Kabarett-Programmen mit, so unter anderem auch am Folketeatret, am Aarhus Teater, am Odense Teater, am Theater Helsingør, am Betty-Nansen-Theater oder am Aalborg-Theater, wo er langjährig als festes Ensemblemitglied engagiert war.
Langberg wirkte in seiner rund vier Jahrzehnte lang andauernden Karriere als Schauspieler vor der Kamera von 1946 bis 1988 in mehr als 60 Film-und-Fernsehproduktionen mit. Er führte von 1963 bis 1987 bei 13 Spielfilmen die Regie, so unter anderem auch im Jahr 1975 für sechs Folgen der Fernsehserie Oh, diese Mieter!. Langberg war zudem als Synchronsprecher für Zeichentrickfilme tätig, wie beispielsweise für Peter Pan, Susi und Strolch oder 101 Dalmatiner.
Langberg war unverheiratet und kinderlos. Er starb im Februar 1989 im Alter von 55 Jahren an den Folgen eines Magenkarzinoms in Hvidovre. Seine Grabstätte befindet sich auf dem Ældre-Kirkegard in Frederiksberg.

## Filmografie (Auswahl)
- 1946: Ditte – ein Menschenkind
- 1947: Verflixte Rangen
- 1948: Kristinus Bergman
- 1953: Adam und Eva
- 1953: Kriminalsagen Tove Andersen
- 1955: Cabaret la Blonde
- 1958: Hinein ins Vergnügen
- 1959: Uns kann keiner
- 1961: Komtessen
- 1963: Fräulein unberührt
- 1964: Blindgänger vom Dienst
- 1965: Pack den Playboy in den Schrank
- 1966: Ich, ein Liebhaber?
- 1978: Ein Haus in der Provinz (Fernsehserie, 2 Folgen)
- 1988: Das Mädchen auf der Schaukel